# Rolls-Royce Merlin

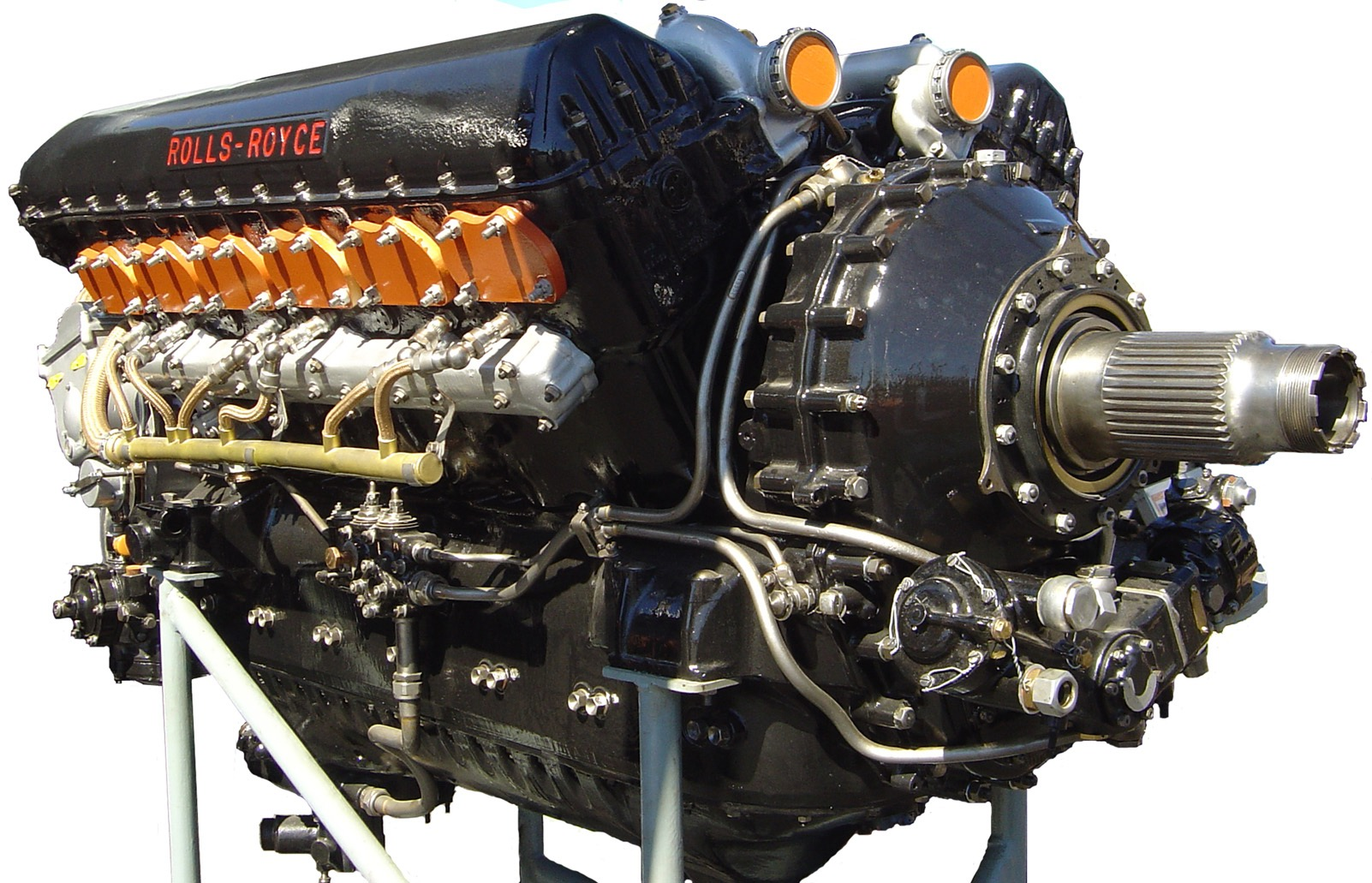
Um motor Rolls-Royce Merlin fotografado na Base Aérea de Pearce, Austrália Ocidental.

O Rolls-Royce Merlin é um motor a pistão aeronáutico britânico V-12 com refrigeração líquida e capacidade de 27 litros. A Rolls-Royce projectou o motor e o executou pela primeira vez em 1933 como um empreendimento privado. Inicialmente conhecido como PV-12, mais tarde foi chamado de Merlin, seguindo a convenção da empresa de nomear seus motores aeronáuticos de pistão de quatro tempos com nomes de aves de rapina.
Após várias modificações, as primeiras variantes de produção do PV-12 foram concluídas em 1936. As primeiras aeronaves operacionais a entrar em serviço usando o Merlin foram o Fairey Battle, Hawker Hurricane e Supermarine Spitfire. O Merlin permanece mais estreitamente associado ao Spitfire e ao Hurricane, embora a maior parte da produção tenha sido para o bombardeiro pesado Avro Lancaster de quatro motores.
Uma série de desenvolvimentos aplicados rapidamente, ocasionados pelas necessidades do tempo de guerra, melhoraram significativamente o desempenho e a durabilidade do motor. A partir de 1.000 hp para os primeiros modelos de produção, a maioria das versões de guerra posteriores produziu pouco menos de 1.800 hp e a versão mais recente usada no de Havilland Hornet acima de 2.000 hp.
Um dos motores de avião de maior sucesso da era da Segunda Guerra Mundial, cerca de 50 versões do Merlin foram construídas pela Rolls-Royce em Derby, Crewe e Glasgow, bem como pela Ford da Grã-Bretanha na sua fábrica de Trafford Park, perto de Manchester. Uma versão reduzida também foi a base do motor tanque Rolls-Royce / Rover Meteor. No pós-guerra, o Merlin foi amplamente substituído pelo Rolls-Royce Griffon para uso militar, com a maioria das variantes do Merlin sendo projectadas e construídas para aviões comerciais e aeronaves de transporte militar.